# آخر أيام الجريمة الأمريكية (فلم 2020)
آخر أيام الجريمة الأمريكية (بالإنجليزية: The Last Days of American Crime) فيلم حركة أمريكي عام 2020 من إخراج أوليفييه ميجاتون، كتب السيناريو كارل جاجدوسك، استنادًا إلى رواية ريك ريميندر وجريج توكيني المصورة لعام 2009 التي تحمل الاسم نفسه. بطولة إدغار راميرز وآنا بروستر. كتب النقاد أنه أحد أسوأ الأفلام على الإطلاق، وأشاروا أيضًا إلى أن إصدار الفيلم كان مؤسفًا لتزامنه مع احتجاجات جورج فلويد، بسبب محتواه العنيف وتصويره لوحشية الشرطة.

## طاقم التمثيل
- إدجار راميريز: في دور جراهام بريك
- آنا بروستر: في دور شيلبي دوبري
- مايكل بيت: في دور كيفن كاش
- تامر برجاق: في دور روس كينج
- شارلتو كوبلي: في دور ويليام سوير
- براندون أوريت: في دور لوني فرينش
- باتريك بيرجين: في دور روسي دوموا
- شون كاميرون مايكل: في دور بيت سلاتري[3]

## ملخص أحداث الفيلم
تدور أحداث الفيلم في المستقبل القريب، وكرد فعل نهائي على الإرهاب والجريمة، تخطط الحكومة الأمريكية لبث إشارة تجعل من المستحيل على أي شخص ارتكاب أعمال غير قانونية عن عمد.

## استقبال الفيلم
الفيلم يحمل تصنيفًا نادرًا بنسبة 0٪ على موقع الطماطم الفاسدة.

## وصلات خارجية
- مقالات تستعمل روابط فنية بلا صلة مع ويكي بيانات